# Hubert Laws
Hubert Laws (n. 10 de noviembre de 1939) es un músico estadounidense, flautista de jazz y de música clásica.  

## Biografía
Segundo hijo de una familia de ocho hermanos con una gran tradición musical, Hubert Laws creció tocando rhythm and blues y gospel en los locales de su ciudad. Laws empieza con el piano, el mellophon y el saxo alto antes de adoptar la flauta y en su período de estudiante de High School comienza a interesarse por el mundo del jazz. En este período inicial (1954-1960) forma parte de un grupo de Houston llamado The Swingsters que sería el germen de los futuros The Crusaders. Laws continúa sus estudios clásicos en la Texas Southern University, desde donde viaja a Los Ángeles con Jazz Crusaders para luego dirigirse a la prestigiosa Juilliard School of Music de Nueva York, donde completa sus estudios bajo la tutela de Julius Baker.
A mediados de la década de 1950 Hubert Laws comienza a destacar como músico clásico, pero pronto inicia sus colaboraciones con artistas de otros estilos, como Mongo Santamaría, Benny Golson, Jim May o Clark Terry, para finalmente formar su propio grupo debutando en 1954 con Atlantic Records, sello donde permaneció hasta 1966. En 1970, firma con CTI Records para editar Afro-Classic, un álbum que da el empuje definitivo a una carrera que continúa con tres grabaciones para Columbia Records y otras cinco -entre 1972 y 1975- para CTI Records. Desde entonces Laws viene alternando sus grabaciones para ambas compañías con alguna excepción.
En la década de 1980, Laws desaparece prácticamente de la escena, pero su carrera discográfica recobra impulso en la década de 1990, cuando edita varios trabajos bajo el sello Music Master, que colocan a Laws nuevamente en el escenario jazzístico.

## Estilo y valoración
Considerado por algunos críticos como uno de los mejores flautistas de jazz todavía vivos, Hubert Laws tiene el talento y la capacidad necesarios para sobresalir en cualquier tipo de estilo, pero no siempre el deseo de tocar jazz creativo, un estilo que no es, desde luego, su único interés. Con todo, sus discos con CTI en la década de 1970 le hicieron  superar en popularidad a Herbie Mann, y ayudaron a situarlo en lo más alto de las listas de la revista Down Beat, siendo elegido como Mejor Flautista de Jazz por los lectores durante diez años consecutivos, y también como Mejor Flautista de Jazz por los críticos de la misma revista durante siete años. Asimismo, Hubert Laws ha recibido tres nominaciones a los premios Grammy, en 1973, 1974 y 1979.

## Colaboraciones
La larga carrera de Hubert Laws incluye colaboraciones con artistas como Quincy Jones, Paul McCartney, Paul Simon, Aretha Franklin, Lena Horne, James Moody, Sergio Mendes, Bob James, Carly Simon, George Benson, Clark Terry, J.J. Johnson, Mongo Santamaria, Lloyd Price Big Band, John Lewis, Milt Jackson, Earl Klugh , Miles Davis, Herbie Hancock, Chick Corea, Ella Fitzgerald, Sarah Vaughan, Freddie Hubbard, Sergio Mendes, Bob James, Carly Simon, The Modern Jazz Quartet o Leonard Bernstein. Asimismo, ha aparecido como solista de la New York Philharmonic bajo la dirección de Zubin Mehta, ya ha colaborado con distintas orquestas de Los Ángeles, Dallas, Chicago, Cleveland, Ámsterdam,   Japón o Detroit.

## Discografía

### Como líder
| Año  | Título                                                          | Sello              |
| ---- | --------------------------------------------------------------- | ------------------ |
| 1964 | The Laws of Jazz                                                | Atlantic           |
| 1964 | Flute By-Laws                                                   | Atlantic           |
| 1969 | Crying Song                                                     | CTI                |
| 1970 | Afro-Classic                                                    | CTI                |
| 1971 | The Rite of Spring                                              | CTI                |
| 1972 | Wild Flower                                                     | Atlantic           |
| 1972 | Morning Star                                                    | CTI                |
| 1973 | Carnegie Hall                                                   | CTI                |
| 1974 | In the Beginning                                                | CTI                |
| 1975 | Chicago Theme                                                   | King               |
| 1975 | The San Francisco Concert                                       | CTI                |
| 1976 | Romeo & Juliet                                                  | CTI                |
| 1978 | Say It With Silence                                             | Columbia           |
| 1978 | Land of Passion                                                 | Columbia           |
| 1980 | Family                                                          | Columbia           |
| 1980 | Hubert Laws and Earl Klugh: How to Beat the High Cost of Living | Columbia           |
| 1983 | Make It Last                                                    | Columbia           |
| 1990 | My Time Will Come                                               | Music Masters Jazz |
| 1994 | Storm Then the Calm                                             | Music Masters Jazz |
| 1998 | Hubert Laws Remembers the Unforgettable Nat "King" Cole         | RKO/Unique         |
| 2002 | Baila Cinderella                                                | Scepterstein       |
| 2004 | Moondance                                                       | Savoy Jazz         |
| 2005 | Hubert Laws Plays Bach for Barone & Baker                       | Denon Records      |
| 2006 | Hubert Laws Live - 30-year Video Retrospective                  | Spirit Productions |
| 2009 | Flute Adaptations of Rachmaninov & Barber                       | Spirit Productions |

### Como músico de sesión
Con Chet Baker
- She Was Good to Me (1972)
- Studio Trieste (1982)

Con George Benson
- Tell It Like It Is (1969)
- The Other Side of Abbey Road (1969)
- White Rabbit (1972)
- Good King Bad (1975)
- In Concert - Carnegie Hall (1978)
- Pacific Fire (1983)

Con Ron Carter
- Uptown Conversation (1970)
- Blues Farm (1973)
- Spanish Blue (1975)

Con Chick Corea
- The Complete "Is" Sessions (1969)
- Tap Step (1980)

Con Grant Green
- The Main Attraction (1976)

Con Freddie Hubbard
- First Light (1971)
- Skydive (1972)

Con Bobby Hutcherson
- Highway One (Columbia, 1978)
- Conception: The Gift of Love (Columbia, 1979)

Con Solomon Ilori
- African High Life (1964)

Con Milt Jackson
- Goodbye (1973)

Con Quincy Jones
- Walking in Space (1969)

Con Harold Mabern
- Greasy Kid Stuff! (1970)

Con Gary McFarland
- America The Beautiful, Am Account of its Disappearance (1968)

Con Alphonse Mouzon
- Morning Sun (1981)

Con Stanley Turrentine
- If I Could (1993)

Con McCoy Tyner
- Together (1978)
- La Leyenda de La Hora (1981)

Con Walter Wanderley
- When It Was Done (1968)
- Moondreams (1969)

Con Randy Weston
- Blue Moses (1972)